# 莱舍鲁
莱舍鲁（法語：Lescheroux），是法国东部安省的一个市镇。面积 20.05平方公里，人口597，人口密度29.78人／平方公里（1999年）。

## 人口
莱舍鲁人口变化图示
| 数据来源：INSEE |